# Dekanat Stalowa Wola - Południe

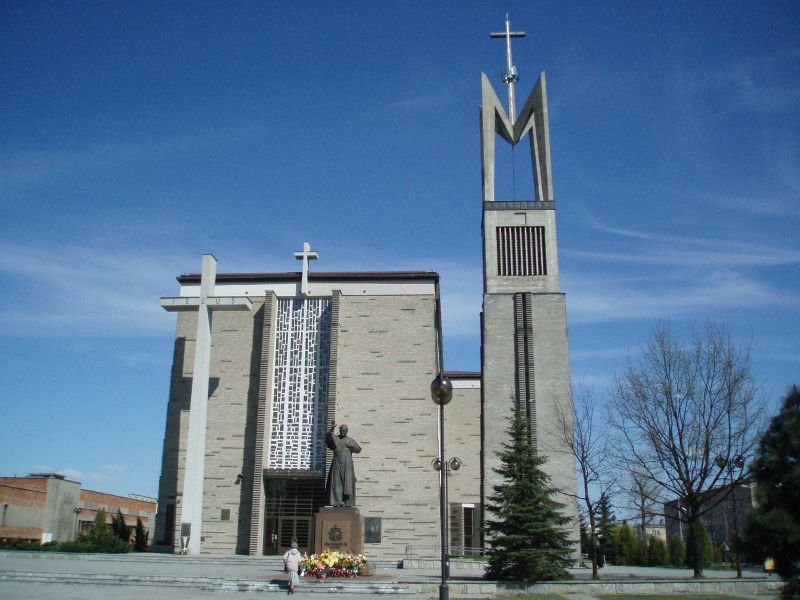
Konkatedra MB Królowej Polski w Stalowej Woli

Dekanat Stalowa Wola – Południe – były dekanat w rzymskokatolickiej diecezji sandomierskiej. Istniał do 2010 roku, w jego miejsce został utworzony dekanat Stalowa Wola.

## Parafie
W skład dekanatu wchodziło 7 parafii:
- parafia Podwyższenia Krzyża Świętego i św. Jana Chrzciciela – Pysznica, obecnie dekanat Pysznica
- parafia konkatedralna MB Królowej Polski – Stalowa Wola, obecnie dekanat Stalowa Wola
- parafia MB Różańcowej – Stalowa Wola, obecnie dekanat Stalowa Wola
- parafia Opatrzności Bożej – Stalowa Wola, obecnie dekanat Stalowa Wola
- parafia św. Floriana – Stalowa Wola, obecnie dekanat Stalowa Wola
- parafia Trójcy Przenajświętszej – Stalowa Wola, obecnie dekanat Stalowa Wola
- parafia bł. Jana Pawła II, obecnie dekanat Stalowa Wola

## Sąsiednie dekanaty
Nisko, Stalowa Wola – Północ, Tarnobrzeg, Ulanów.